# Мать Уистлера
«Аранжировка в сером и чёрном, № 1: портрет матери», также часто называемая «Мать Уистлера»  (англ. Arrangement in Grey and Black, No.1: Portrait of the Artist's Mother, Whistler's Mother) — наиболее известная картина американского художника Джеймса Уистлера, написанная в 1871 году. На картине изображена Анна Уистлер (1804—1881), мать художника. Хранится в музее Орсе в Париже. Размер картины — 144,3 × 162,4 см.

## История
Однажды модель, которая должна была позировать, не пришла на назначенный сеанс, и Уистлер попросил свою мать, Анну Мак-Нейл Уистлер, попозировать ему для портрета. Первоначально, он предполагал рисовать модель стоя, но для пожилой матери, которой в то время было 67 лет, длительное позирование стоя было очень обременительно. Написание картины заняло десятки сеансов позирования. Анна, в письме от 3 ноября 1871 года к своей сестре, Кейт Палмер, писала:
У Джейми не было страха при работе над портретом Матери — это доставляло ему удовольствие, хотя и он не был оплачен, только пару раз я слышала как он восклицал: «Нет! Я не могу понять это! Невозможно сделать так, как должно быть — идеально!» У меня сжималось сердце, его попытки были похожи на то как невод закидывают в озеро, по воле Господа, и моя душа бы возрадовалась, если бы, вдруг, мой дорогой сын воскликнул: «О, мама, это сделано, это прекрасно!», и он бы поцеловал меня за это!

Используя в названии термин «аранжировка», по аналогии с музыкой, Уистлер хотел подчеркнуть свою философию «Искусство ради искусства». В целом, для названии своих работ, он использовал и другие музыкальные термины, такие как «симфония», «гармония», «этюд» или «ноктюрн», чтобы подчеркнуть тональные качества и композицию, и снять акцент с повествовательного и описательного аспекта живописи. Из-за того что критики и публика викторианской эпохи не приняли бы название портрета как «аранжировка», Уистлер к заголовку уточнение: «Портрет матери». Но, в итоге, работа получила более простое постоянное прозвище — «Мать Уистлера».

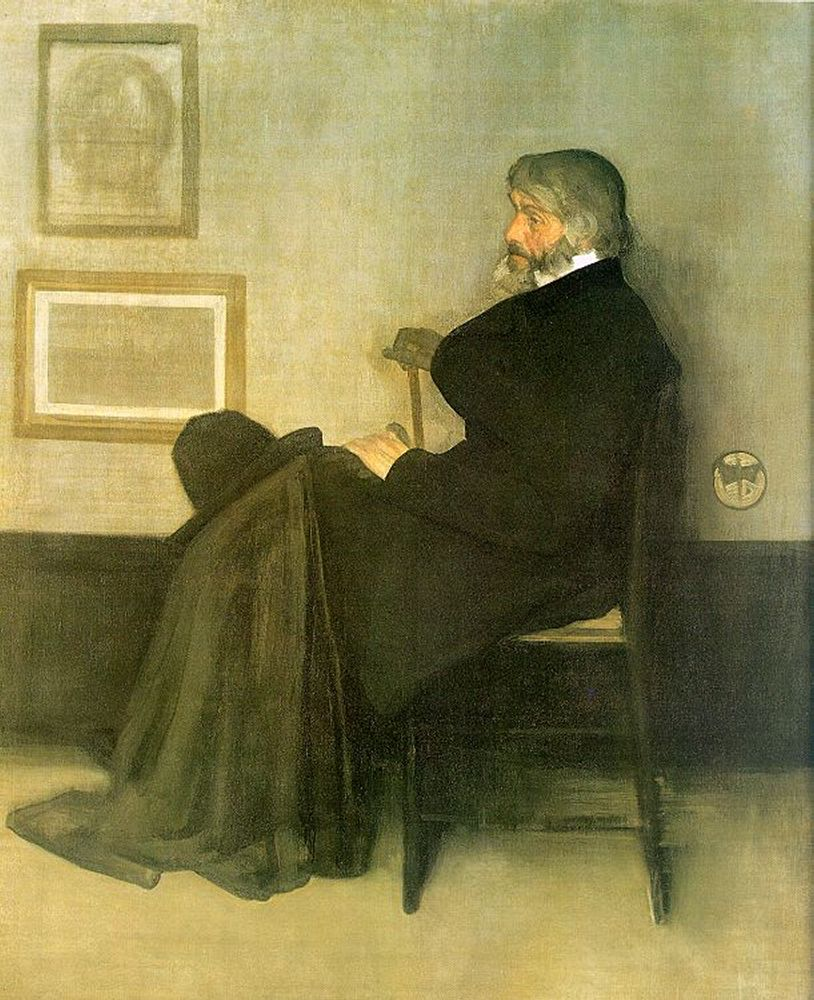
Аранжировка в сером и чёрном № 2: портрет Томаса Карлейля. 1872—1873. Холст, масло.

Несмотря на прохладное отношение критиков, картина привлекла двух новых клиентов. Коллекционер Луис Хут заказал портрет своей жены Хелен, получивший название «Аранжировка в чёрном № 2: портрет миссис Луис Хут». А после того, как историк Томас Карлейль увидел портрет матери, то заказал у Уистлера подобную композицию, которая была названа «Аранжировка в сером и чёрном № 2: портрет Томаса Карлейля».
Не найдя покупателя, Уистлер заложил картину в 1878 году, но после смерти матери, в 1881 году, выкупил обратно за 50 фунтов. Уистлер хотел чтобы картину купило французское правительство, что обессмертило бы его мать и самого художника. Ему немного трудно было объяснить всё это своему брату, Уильяму, он приводил разные доводы, в том числе, что подобная покупка станет гордостью семьи, но было очевидно, что это было бы в первую очередь его гордостью. В декабре 1884 года Уистлер писал своему брату:
Просто подумай — пойти и посмотреть на свою картину, висящую в Люксембургском музее — памятуя о том как к ней относились в Англии — везде была встречена с почтением и уважением ... и знай, что это ... потрясающая пощёчина Академии и всем остальным! На самом деле это похоже на сон.
В итоге, 2 ноября 1891 года она была приобретена французским правительством за 4000 франков для парижского музея в Люксембургском саду, и стала первым произведением Уистлера в публичной коллекции.

## Критика
Публика негативно отреагировала на картину «Аранжировка в сером и чёрном, № 1: портрет матери», в основном из-за её антивикторианской простоты, в то время как в Англии в моде были сентиментальность и яркие цвета. Критики считали, что картина — неудачный «эксперимент», но никак не искусство. Королевская академия художеств сначала отклонила картину к показу на 104-й выставке академии в Лондоне в 1872 году, но затем неохотно приняла после лоббирования сэром Уильямом Боксаллом, повесив её в неудачном месте выставки. Этот эпизод усугубил разрыв между Уистлером и британским миром искусства. Данная работа стала последней картиной, которую он представил на утверждение Академии, хотя его гравюра на «Старом мосту Путни» была выставлена там в 1879 году.
Будучи сторонником искусства ради искусства, Уистлер заявлял, что растерян и раздражён настойчивостью других, когда его работу рассматривают как «портрет». В своей книге «Изящное искусство создавать себе врагов» 1890 года он писал:
Возьмите портрет моей матери, выставленный в Королевской академии под названием «Арранжировка в сером и чёрном». Это именно то, что он есть. Мне он интересен как портрет моей матери, но какое дело публике до того, с кого он написан?
В 2015 году нью-йоркский критик Питер Шьелдаль написал, что картина «остаётся самой важной американской работой, находящейся за пределами США». Искусствовед Марта Тадески пишет:
„Мать Уистлера“, „Американская готика“ Вуда, „Мона Лиза“ Леонардо да Винчи и „Крик“ Эдварда Мунка достигли того, чего не достигли большинство картин — независимо от их исторической важности, красоты или денежной ценности, они, почти сразу, передают конкретный смысл почти каждому зрителю. Эти немногие работы проложили мост от элитного царства посетителей музеев к огромному миру популярной культуры.

## Описание

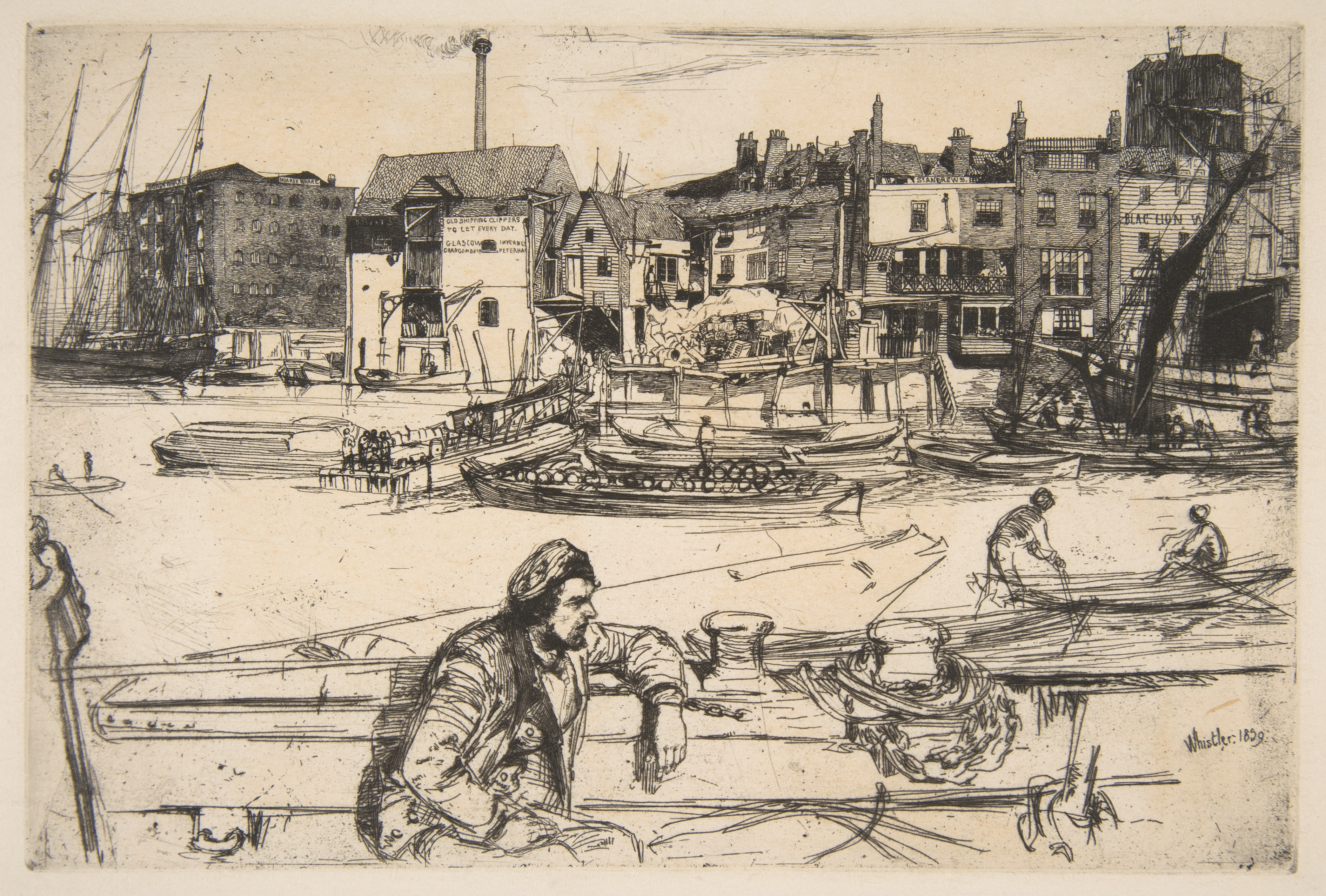
Пристань «Чёрный лев». Гравюра. (Black Lion Wharf, 1859)

На картине «Аранжировка в сером и чёрном, № 1: портрет матери» изображена в профиль мать Уистлера (почти в натуральную величину), сидящая на стуле. На стене висит гравюра Уистлера «Пристань „Чёрный лев“» (англ. Black Lion Wharf, 1859). Портрет получился простым и строгим, с ограниченной палитрой. Но обманчиво простая композиция на самом деле гармонично уравновешивает различные формы на картине: прямоугольник занавески, рисунок на стене и пол — и линии лица, платья и стула. Уистлер отмечал, что повествовательный аспект картины не имел большого значения, однако картина отдаёт дань уважения его благочестивой матери. После первоначального шока от стиля жизни сына она много помогала ему, несколько утихомирив его поведение, заботясь о его внутренних потребностях и создав ауру консервативной респектабельности, которая помогла привлечь покровителей.

## Влияние

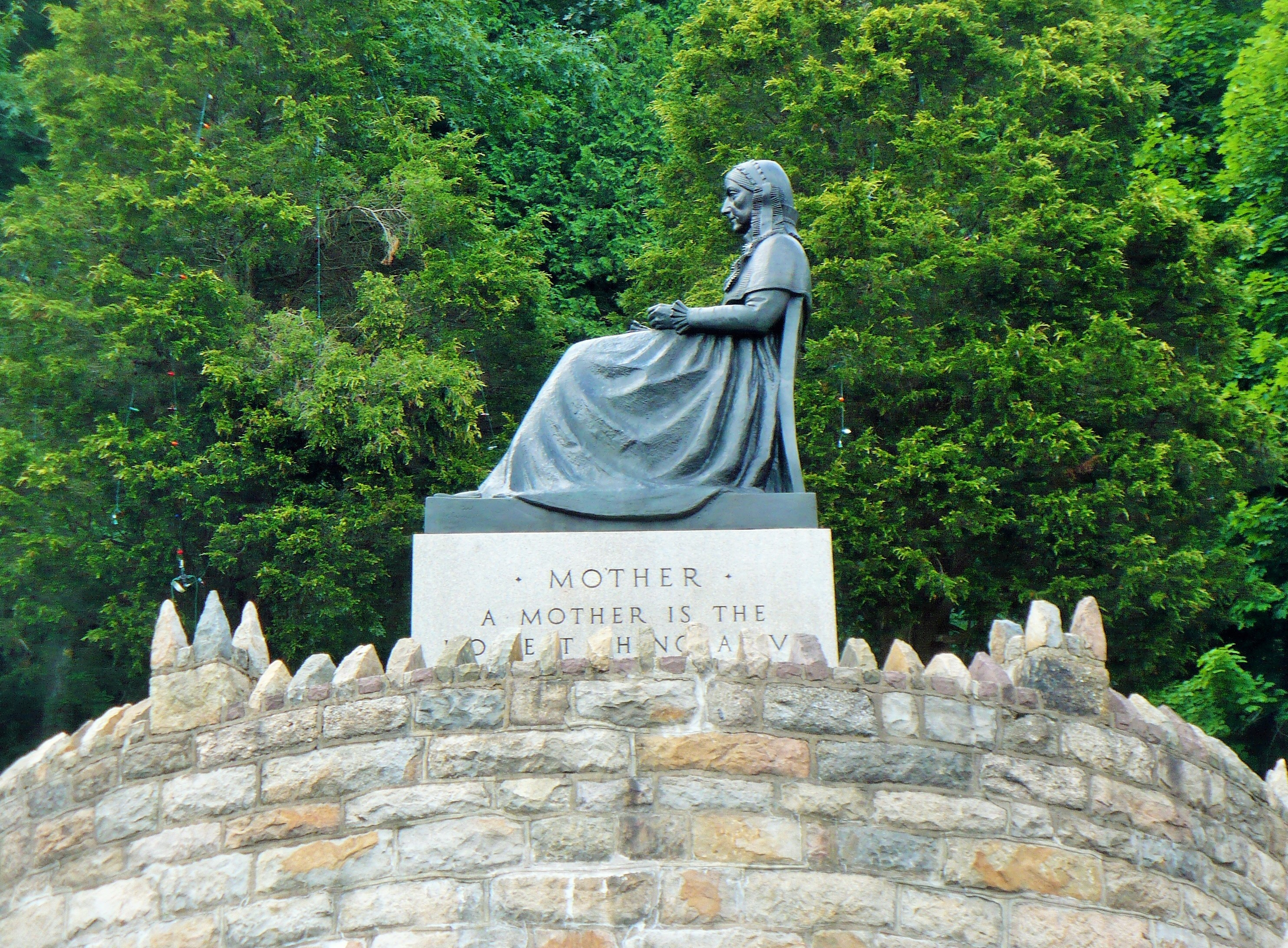
Мемориал МатериАшлэнд,, Пенсильвания, США

Во время Великой депрессии картина «Аранжировка в сером и чёрном, № 1: портрет матери» была оценена в один миллион долларов и имела большой успех на Чикагской всемирной ярмарке. Публика, которая не была знакома с эстетическими теориями Уистлера, решительно признавала полотно символом материнства.
Работы Уистлера, в том числе и эта, привлекли множество подражателей, особенно среди американских художников-экспатриантов, и вскоре появились многочисленные картины с аналогичной композицией и ограниченной цветовой палитрой.
С самого начала «Мать Уистлера» вызвала различные реакции, в том числе пародии, насмешки и восхищение, которые продолжаются и по сей день. Некоторые считали полотно «данью уважения старости», «тяжёлым чувством скорби» или «совершенным символом материнства», другие использовали его в различных пародиях: на поздравительных открытках, в журналах, и даже мультфильмах про Дональда Дака и Лося Буллвинкля. Уистлер внёс весомый вклад в популяризацию картины, часто выставляя её и разрешая выпуск репродукций, которые хорошо раскупались.

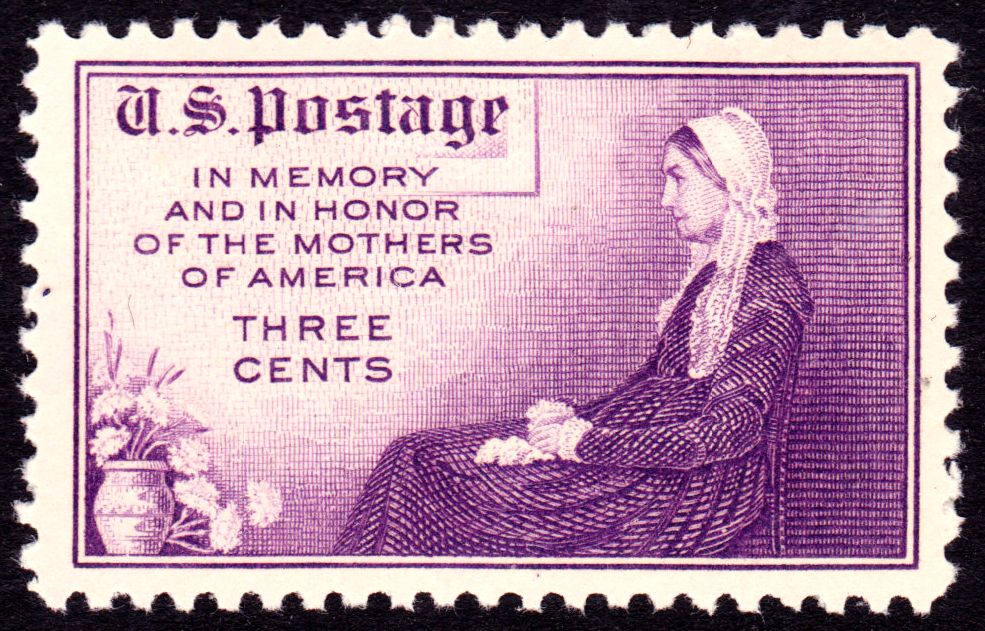
Изображение картины «Мать художника» на почтовой марке США,1934

Изображение использовалось с викторианской эпохи, особенно в Соединённых Штатах, как символ материнства, привязанности к родителям и «семейных ценностей» в целом. Например, в 1934 году почтовое отделение США выпустило марку со стилизованным изображением матери Уистлера с заголовком «В память и в честь матерей Америки». «Мать Уистлера» и «Томас Карлайл» были выгравированы английским гравёром Ричардом Джози. В городке Ашлэнд, штат Пенсильвания, Ассоциацией мальчиков Ашленда в 1938 году во время Великой депрессии была установлена восьмифутовая статуя по мотивам картины — как дань памяти матерям.

### В популярной культуре
- Картина появляется в нескольких эпизодах Симпсонов: «Rosebud», «Проблемы с Триллионами», «Бёрнс и пчёлы».
- Вокруг этой картины был построен сюжет фильма «Мистер Бин». В фильме мистер Бин, куратор Лондонской Национальной галереи, был послан в Америку, чтобы проконтролировать передачу картины «Мать художника» в художественную галерею Лос-Анджелеса за $ 50 млн (USD). В этой истории мистер Бин портит картину растворителем и незаметно заменяет её репродукцией.
- В мюзикле Anything Goes Кола Портера.
- В фильме «Голый пистолет 2½» у одного из героев родимое пятно в форме «Матери Уистлера».
- Почти в самом начале фильма «Ценности семейки Аддамс» похожая картина висит в доме, на стене.
- В фильме 1966 года «Азарт удачи / The Fortune Cookie» репродукция картины висит на стене в комнате главного героя.
- В книге Пелама Гренвилла Вудхауса «Не позвать ли нам Дживса?» (англ. «Ring for Jeeves», в США — «The Return of Jeeves») сюжет начинается с сообщения о победе кобылы по кличке «Мамаша Уистлера» на скачках в Дубках (Oaks) в Эпсоме.